# Andrej Andrejevič Zass
Andrej Andrejevič Zass (rusko Андрей Андреевич Засс), ruski general, * 1776, † 1830.
Bil je eden izmed pomembnejših generalov, ki so se borili med Napoleonovo invazijo na Rusijo; posledično je bil njegov portret dodan v Vojaško galerijo Zimskega dvorca.

## Življenje
1. januarja 1787 je vstopil v konjeniški polk, nakar pa je bil 1. marca 1792 kot stotnik premeščen v Kijevski konjeniški polk, s katerim se je udeležil bojev proti Poljakom leta 1794. 
6. februarja 1797 je bil premeščen kot major v kirasirski polk, nato pa je bil 1. januarja 1807 premeščen v Pskovski dragonski polk, s katerim se je udeležil bojev proti Francozom. 
12. aprila 1810 je bil povišan v polkovnika. Med patriotsko vojno leta 1812 je bil 28. avgusta hudo ranjen, tako da je bil do novembra istega leta na bolniškem dopustu. 
15. septembra 1813 je bil povišan v generalmajorja, nato pa je 20. septembra 1814 postal poveljnik brigade 2. kirasirske divizije. 
14. februarja 1820 je bil imenovan za poveljnika 1. konjeniško-lovske divizije; v generalporočnika je bil povišan 22. avgusta 1826 ter hkrati imenovan za poveljnika  2. konjeniško-lovske divizije. 19. decembra naslednjega leta je postal poveljnik 2. dragonske divizije, s katero se je udeležil vojne leta 1828-29. 